# Фредерик Франсуа
Фредерик Франсуа (настоящие имя и фамилия Франческо Бурракато) родился 3 июня 1950 года в Леркара Фридди, Сицилия (Италия). Итальянский певец и композитор, который живёт во франкоговорящей части Бельгии.

## Биография

### Происхождение и детство
Родился 3 июня 1950 года в Леркара Фридди (Сицилия) в бедной семье, является вторым ребёнком Антонины (Нины) Салеми и Джузеппе (Пеппино) Барракато. Его мать была швеёй в Леркара, а отец работал сначала шахтёром на серном руднике в Леркаре. Отец эмигрировал в Бельгию, в Льежский бассейн, где он подписал трёхлетний контракт на работу шахтёром.[1]
В 1951 Нина со своими двумя сыновьями присоединилась к Джузеппе в Тилёре[2] в конвое помощи Красного креста. Франческо Бурракато рос в семье, в которой было 8 детей. Пеппино любил петь неаполитанские песни и оперные арии, аккомпанируя себе на гитаре. Франческо было всего 10 лет, когда он впервые выступил перед публикой, исполнив песню O Sole Mio в кафе Le Passage à Niveau, которое посещалось в основном сицилийцами, жившими в Тилёре.

### Истоки
В 1963 году он стал подрабатывать гитаристом и певцом в группе Les Eperviers. В 1965 году он прервал своё обучение в техническом колледже, чтобы начать учёбу по классу скрипки в консерватории г. Льеж, где он, кроме всего прочего, посещал курсы дикции, декламации и пения.
В 1966 году он присоединился к новой группе, Les Tigres Sauvages, и выиграл Microsillon d’Argent на музыкальном фестивале в Шателе (Châtelet), Бельгия. Эта победа дала ему возможность записать свой первый сингл. Под псевдонимом Франсуа Бара (François Bara) он записал две песни: Petite fille и Ne pleure pas. Его отец купил все 500 пластинок и продал их владельцам музыкальных автоматов. Кроме того, победителю этого конкурса была предоставлена возможность выступления в качестве разогревающей группы на концертах трёх именитых исполнителей:  Джонни Холлидея (Johnny Hallyday), and, Паскаля Данеля (Pascal Danel) и Мишеля Польнареффа (Michel Polnareff), его кумира.
В 1969 году бельгийский продюсер Констан Дефорни (Constant Defourny) получил для него первый контракт на запись грампластинки в фирме звукозаписи: Barclay-Belgique. В июле 1969 он записал Sylvie и выпустил свой первый сингл под именем Фредерик Франсуа, отдав дань уважения композитору Шопену, полное имя которого было Фредерик-Франсуа. Его первые сольные выступления прошли на концертных площадках Льежа в рамках турне оркестра The Best Group — он спел пять своих собственных композиций, кроме прочих, конечно, Sylvie[3]. Затем последовал новый сингл Les Orgues de Saint Michel, который не имел особого успеха, а также песни Marian и Comme tous les amoureux. Последняя песня была написана специально для бельгийского участия на конкурсе шансона Евровидение 1970, но не прошла тур предварительного отбора.

### 1970-е годы
В 1970 Фредерик Франсуа записал новую композицию Jean[4], переработку саундтрека к британскому фильму «Расцвет мисс Джин Броди» (The Prime of Miss Jean Brodie)[5] режиссёра Рональда Нима (Ronald Neame) (1969). Эта песня распространялась под лейблом AZ и пользовалась успехом и за пределами франкоязычной части Бельгии, благодаря Люсьену Мориссу (Lucien Morisse), программному директору Европы 1, который транслировал песню на своем радиоканале и тем самым помог молодому певцу впервые занять первое место в хит параде. Однако это не сделало его знаменитым. После этого Фредерик Франсуа выпустил два сингла: Le pays d’où tu viens и Shabala. Первый траслировался в передаче Formule J тогдашнего бельгийского радиоканала RTB. Постепенно у него начали появляться поклонники.
В 1970 он женился на Моник Веркутерен (Monique Vercauteren), дочери шахтёра, с которой он познакомился за год до этого. В дуэте с Моник он записал новую песню, на этот раз речитативом: I love you, je t’aime. Их первая дочь, Глория, родилась 13 февраля 1971 года. В 1971 году I love you, je t’aime прокручивали бесчисленное количество раз на голландской пиратской радиостанции Véronica, которая выходила в эфир с корабля, стоявшего на якоре за пределами территориальных вод. 30.000 проданных экземпляров этой записи следует рассматривать как первый факт настоящего признания частью публики. Однако Моник должна была продолжать работать на фабрике, т. к. своей музыкой Фредерик едва мог зарабатывать на жизнь и уже не верил в большой успех. В этот период он сочинил музыку к песням Comme on jette une bouteille à la mer и Je n’ai jamais aimé comme je t’aime на стихи автора Марино Атриа (Marino Atria)[6]
В одночасье Фредерик Франсуа оказался на 1 месте хит-парада в передаче Formule J и продержался там 13 недель. Все стали о нём говорить, что побудило его на новый лейбл Vogue-Belgique и начать тестовые продажи Je n’ai jamais aimé comme je t’aime. Для начала сингл продавался только во французских магазинах грампластинок Па-де-Кале (Pas-de-Calais), пограничной территории Бельгии. Было продано 250.000 экземпляров. Он сам считает, что этот шестой сингл, выпущенный под именем Фредерика Франсуа, является его первым настоящим хитом.
Через несколько месяцев после этого, 15 мая 1972, родился его второй ребёнок, сын Винсент (Vincent). Свой первой большой шлягер Фредерик Франсуа выпустил летом 1972 года. Это была песня Je voudrais dormir près de toi, которая была продана 500.000 раз и возглавила хит-парады во многих странах.
Последовали хит за хитом, Laisse-moi vivre ma vie (конец 1972 — 1 миллион проданных экземпляров Viens te perdre dans mes bras (1973) и Chicago (1975). Он все чаще гастролирует. На этот период приходится рождение третьего ребёнка, Энтони (Anthony), 8 января 1976 года. Фредерик Франсуа классифицируется теперь как любимец девушек Ссылка 7 (как Патрик Юве (Patrick Juvet), Кристиан Делагран (Christian Delagrange), Дейв (Dave), Майк Брант (Mike Brant)). Этот успех гарантировал ему безбедное существование до 1979 года, когда началось время музыки диско, которое сместило его с первых позиций в хит-парадах.

### 1980-е годы
До 1982 года мало-мальски значимого успеха не было. Этот упадок оставил душевный отпечаток и психосоматически выразился в сильных панических атаках, которые стали проходить лишь после того, как снова наступил успех. Подъём начался при участии свободных радиостанций, которые возникали теперь повсюду. Они постоянно транслировали песню Adios Amor (1982). Речь идет об адаптации немецкого шлягера исполнителя Анди Борга (Andy Borg), сделанной автором текстов Мишелем Жорданом (Michel Jourdan). В течение нескольких недель было продано 500.000 экземпляров этого сингла. Затем в 1983 году последовала Aimer,  адаптация М. Жордана (M.Jourdan)/Анди Борга (Andy Borg). Это возвращение к славе побудило певца опять отправиться в турне, которое впервые привело его на Гаити.
В 1984 году он перешёл на студию звукозаписи Трема,  звукозаписывающую компанию Мишеля Сарду (Michel Sardou) и Энрико Масиаса (Enrico Macias). До этого момента Фредерик Франсуа продавал преимущественно синглы, несмотря на свои 13 грампластинок, записанных на студии Vogue. В это время он выпустил новый альбом, Mon cœur te dit je t’aime, который три раза становился Золотым [нужна ссылка].
В этом году появился чарт Топ 50 (Top 50), что явилось поворотным пунктом его карьеры, т. к. певцы впервые в истории размещались в соответствии с их реальными продажами, а не на основании субъективных оценок. Однако в Париже к шоу-бизнесу все ещё относились скептически. Фредерику Франсуа было 34 года, когда он впервые смог выступить в Олимпии, благодаря своему менеджеру Моису Бенита (Moïse Benitah), которому удалось договориться с Жаном-Мишелем Борисом (Jean-Michel Boris) и Паулет Кокетрикс (Paulette Coquatrix). Концерты были распроданы. А его новая песня Je t’aime à l’italienne стала настолько популярной, что в следующем году (1985) его имя красовалась светящимися буквами над входом в знаменитый парижский Мюзик-холл. Кроме того, вышла его первая книга, Les yeux charbon (Carrère-Lafon), написанная в честь его семьи и публики.
14 апреля 1987 умер его отец Пеппино Барракато. Успех его нового альбома Une nuit ne suffit pas (первая совместная работа с автором текстов Мишель (Michaele)) и подготовка к третьему выступлению в Олимпии в 1988 году помогли Фредерику Франсуа пережить этот удар судьбы.
В 1989 он выступил в 25 городах Канады, а также в США (апрель 1989) в Майями и Нью-Йорке, где он дал 5 концертов в трёх разных залах: Brooklyn College, Queen's College at the CUNY и Town Наll Foundation.

### 1990-е годы
В течение 3 недель, с 1 по 18 марта 1990, концерты Фредерика Франсуа были в программе Олимпии. В первый вечер, под конец концерта, когда он как раз пел последнюю песню своей программы, Je t’aime à l’italienne, он узнал, что только что родился его четвёртый ребёнок, дочь Виктория (Victoria). Двумя годами позже его концерты стояли целый месяц в программе этого знаменитого парижского зала. Это был самый длинный концертный ряд в его карьере.
В 1993 он покинул Трема и основал свою собственную звукозаписывающую компанию, MBM, чтобы в творческом плане быть независимым. Контракт на распространение был подписан с BMG. Певец выпустил последний в своей карьере виниловый сингл, L’amour c’est la musique. Последовал его первый компакт-диск с названием Tzigane (в дополнение к первому фрагменту сингла с тем же названием в Бельгии).
20 декабря 1996 Фредерик Франсуа вместе с другими почетными гостями был принят папой римским Ионном Павлом II в рамках закрытой аудиенции в Риме.[7] В честь этого Фредерик Франсуа впервые спел перед главой католической церкви в сопровождении 70 музыкантов и хоровых групп Римской оперы.
Его мать, которую он боготворил, умерла 17 августа 1997. Фредерик Франсуа посвятил ей свой восьмой концерт в Олимпии, который состоялся в марте 1998. После этого он отправился в турне, которое собрало более 300.000 посетителей. В рамках подготовки своего первого концерта в родном городе Леркара Фридди на Сицилии 30 мая 1999, за несколько месяцев до этого, он записал альбом с неизменными итальянскими хитами (Volare, Come Prima, Ciao Ciao Bambina) под названием Les plus grandes mélodies italiennes). Также он добавил туда известную на Сицилии семейную песню, La porta abanidduzza, при этом впервые в своей карьере он пел на сицилийском диалекте. Для него это был своего рода возврат к корням и одновременно возможность отметить 30-летний юбилей своей карьеры.
В 1999 издательство LCJ Productions выпустило на рынок видеокассету с фильмом Les dédales d'Icare режиссёра Армана Рокура (Armand Rocour) (1981 Бельгия). Титульный трек фильма, Je voyage, исполнялся Фредериком Франсуа. Одновременно это стало его первой ролью в кино.

### 2000-е годы
Третье тысячелетие Фредерик Франсуа начал с того, что в свет вышла его вторая книга, Ma vie (издательство Hors Collection), в сотрудничестве с журналистом Сержем Игором (Serge Igor), которому он пересказывал свою жизнь, чего он никогда не делал прежде. При этом он впервые открыл доступ к своему личному фотоархиву.
Его гастроли в 2002—2003 состояли из более 100 концертов во Франции, Бельгии и Швейцарии. В 2003 Фредерик Франсуа решил отдать дань уважения Тино Росси (Tino Rossi), самые успешные композиции которого он включил в свой репертуар: Méditerranée, Marinella, Ave Maria, Petit Papa Noël.
В 2004 году на своем 11 концерте в Олимпии он впервые спел на английском языке, а именно кавер Элвиса Пресли, Love me tender. Публика отблагодарила его овациями. В 2005, после трёхлетней паузы, Фредерик Франсуа выпустил новый диск с 15 шансонами, среди них Et si on parlait d’amour. В течение нескольких недель было продано 200.000 экземпляров.
В октябре 2005 года вышла его третья книга, Autobiographie d’un Sicilien (издательство Ramsay), в которой он представил свои взгляды на ценности и идеалы. В том же году он получил от некоторых своих поклонниц, помимо знаменитого «Фредо», ещё одно прозвище: „La voix de l’amour‟ (Голос любви).
В своих песнях Фредерик Франсуа охотно рассказывает истории из своей жизни. Например, выпущенный 14 июня 2006 года альбом Mes Préférences является символическим, т. к. опирается на основные вехи его карьеры и семейной жизни: песня, которую он впервые исполнил в 10 лет перед публикой, O Sole Mio; его первая запись Petite fille; его первый большой успех Laisse-moi vivre ma vie; песня, которую он посвятил своей матери, когда она была ещё жива, Mamina; объяснение в любви своей младшей дочери, Виктории, Fou d’elle; песня, написанная к шестилетию со дня смерти отца, Le Strapontin de papa.
Дважды в течение года Фредерик Франсуа говорил Merci la vie! (Спасибо, жизнь!), первый раз 22 октября 2007 года своим компакт-диском Merci la vie! И второй раз 22 октября 2008 с выходом в свет фотоальбома с более чем 300 фотографиями известного фотографа Патрика Карпонтье (Patrick Carpentier) (Merci la vie!, в издательстве Du Rocher). Однако 26 октября 2008, незадолго до своего концерта в Льежском Форуме, Фредерик Франсуа заболел. В результате избыточного употребления кортизона с ним случился коллапс. Два раза он попадал в Льежскую клинику CHU. Первое пребывание там продолжалось почти месяц, с 28 ноября до 22 декабря 2008 года, второй раз – четырнадцать дней в феврале 2009 года. Пока он лежал в больнице, вышел его концертный альбом, а после этого и DVD-тура 2008 от Олимпии до Forest National с подборкой записей с его выступлениями в Париже и Брюсселе.
Врачи прописали ему полнейший покой. На целый год он прервал свою карьеру. Его первым выступлением на публике, где он в виде исключения спел, было в передаче Télévie на бельгийском телеканале RTL-TVI. Эта передача посящяется сбору пожертвований в пользу исследований рака. Фредерик Франсуа вместе со своей дочерью Викторией спел песню Somethin’ Stupid Френка Синатры, дуэт, который они уже однажды исполняли в марте 2008 года в Олимпии по поводу 18-летия его дочери. 31 октября он продолжил карьеру и гастроли, которые по болезни вынужден был прервать. И продолжил именно оттуда, где прервался, на сцене в Льежском Форуме.

### 2010-е годы
В 2010 году он выпустил новый альбом, Chanteur d'amour, затем последовал артбук Une vie d'amour, livre objet. С 11 по 20 февраля 2011 года он опять был включен в программу Олимпии, потом 5 марта 2011 года в Forest National [нужна ссылка]. Он выпустил компакт-диск с названием 40 Succès en or, входящий в DVD.
Проведя на гастролях год, Фредерик Франсуа возвращается 3 и 4 марта 2012 в Олимпию и приводит с собой на сцену своих друзей Лиан Фоли (Liane Foly) и Роберто Аланья (Roberto Alagna).
20 октября 2013 он выступал в телепередаче Vivement Dimanche канала France 2, чтобы представить свой новый альбом Amor Latino, который вышел 21 октября 2013. В телестудии он спел Qu'as-tu fait de moi и Amor Latino1.
После этой передачи Мишель Дрюкер (Michel Drucker) заявил, что участие Фредерика Франсуа в программе принесло наивысший рейтинг аудитории в сезоне. На примере альбома Amor Latino проявляется новый «стиль Фредерика Франсуа», настоящий кроссовер с заново созданными музыкальными стилями: классика-поп, танго-рок, танго-ритм-н-блюз, электро-свинг и т. д.
Свой 14 концерт в Олимпии он провел с 28 февраля по 9 марта 2014 года. После этого он до конца года отправился на гастроли. 18 августа он выпустил коллекцию со своим «Избранным» на 3 компакт-дисках, а 20 октября 2014 диск 30 ans d'Olympia — Live 2014.
В декабре 2014 его дочь Виктория Барракато сняла свой первый видеоклип: Fidèle. К рождественским праздникам 2014 Фредерик Франсуа выпустил альбом с названием Magie de Noël, где он поет рождественские песни, народные песни и новую песню: Avant Noël.

## Карьера
Даже после 40 лет выступлений концерты Фредерика Франсуа распроданы. Его обороты составляют теперь более 35 миллионов проданных экземпляров, что ставит его третьим в ряд самых успешных бельгийских певцов всех времен, за Сальваторе Адамо (Salvatore Adamo) и Жаком Брелем (Jacques Brel). 85 раз он получал золото за свои миньоны и альбомы, а также 15 раз золотые премии за продажи видео и DVD. В общей сложности он спел 350 песен на четырёх языках.

## Основные успехи
- 1971: Je n’ai jamais aimé comme je t’aime, Vogue
- 1972: Je voudrais dormir près de toi, Vogue
- 1972: Laisse-moi vivre ma vie, Vogue
- 1973: Quand vient le soir on se retrouve, Vogue
- 1973: Un chant d'amour un chant d'été, Vogue
- 1973: Viens te perdre dans mes bras, Vogue
- 1973: Pour toi, Vogue
- 1974: Il est déjà trop tard / Viens me retrouver
- 1974: Si je te demande Vogue
- 1975: Chicago, Vogue
- 1984: On s’embrasse, on oublie tout, Vogue
- 1984: Mon cœur te dit je t’aime, Trema
- 1985: Je t’aime à l’italienne, Trema
- 1987: Une nuit ne suffit pas, Trema
- 1988: L’amour s’en va l’amour revient, Trema
- 1989: Qui de nous deux, Trema
- 1990: Est-ce que tu es seule ce soir, Trema
- 1993: Tzigane, MBM-BMG
- 1995: Les Italos-Américains, MBM-BMG
- 1997: L’amour fou, MBM-BMG
- 1997: Je ne t’oublie pas, MBM-BMG
- 2001: Un slow pour s’aimer, MBM-BMG
- 2005: Et si l’on parlait d’amour, MBM-BMG
- 2007: Merci la vie, MBM-Sony/BMG
- 2010: Chanteur d'amour, MBM-Sony/BMG
- 2013: Amor Latino, MBM-Sony/BMG

## Дискография

### Виниловые миньоны/ синглы
- 1966: Petite fille, Polydor
- 1969: Sylvie, Barclay
- 1970: La nuit n’a pas de couleur, Barclay
- 1970: Marian, Barclay
- 1970: Triste Matin, Barclay
- 1970: Mini maxi Dolly, Barclay
- 1971: Jean, AZ
- 1971: Mini maxi Dolly, AZ
- 1971: Shabala, AZ
- 1971: I love you, je t’aime, AZ
- 1971: I love you je t'aime (+suis je né pour pleurer), London-Canada
- 1971: I love you je t’aime, Ekipo-Espagne
- 1971: I love you, je t’aime, Vogue-Belgique
- 1971: I love you ti amo, Rare-Italie
- 1971: Shabala, Vogue-Belgique
- 1971: Je n’ai jamais aimé comme je t’aime, Vogue
- 1971: Ma chance c’est de t’avoir, Vogue-Belgique
- 1972: Amare e' avere te (Ma chance c'est de t'avoir), CBS-Sugar-Vogue
- 1972: Ma chance c'est de t'avoir, Ekipo-Espagne
- 1972: Ma vie c'est toi, Vogue
- 1972: Shabala, Ekipo-Espagne
- 1972: Je voudrais dormir près de toi, Vogue
- 1972: Je voudrais dormir près de toi, Vogue-Japon
- 1972: Laisse-moi vivre ma vie, Vogue
- 1972: Laisse-moi vivre ma vie, Vogue-Portugal
- 1972: Laisse-moi vivre ma vie, Vogue-Japon
- 1973: Quand vient le soir on se retrouve, Vogue
- 1973: Quand vient le soir on se retrouve, Vogue-Portugal
- 1973: Pour toi, Vogue
- 1973: Un chant d’amour, un chant d’été, Vogue
- 1973: Un chant d’amour, un chant d’été, Vogue-Japon
- 1973: Tu non sei piu' come una volta (laisse moi vivre ma vie), Vogue-Italie
- 1973: Viens te perdre dans mes bras, Vogue
- 1973: Viens te perdre dans mes bras, Vogue-Portugal
- 1974: N’oublie jamais (+ Si je te demande) Vogue
- 1974: N’oublie jamais (+ Tu veux rester libre) Alvaroda-Portugal
- 1974: Il est déjà trop tard, Vogue
- 1974: Tant que je vivrai, Vogue
- 1975: Mal tu me fais mal, Vogue
- 1975: Maintenant que tu es loin de moi, Vogue
- 1975: Chicago (+ Comment veux-tu que je t’oublie), Vogue
- 1975: C’est Noël (+ C’est Noël avec la chorale), Vogue-Belgique
- 1975: Tu veux rester libre (+ c'est noël sur la terre), Vogue-Toho records-Japon
- 1975: Chicago (+ C’est ma faute), Ariola-Allemagne
- 1976: Baby dollar, Vogue
- 1976: Fanny Fanny, Vogue
- 1976: Baby dollar (+ Fanny Fanny), Ariola-Allemagne
- 1976: San Francisco, Vogue
- 1976: San Francisco, Vogue-Japon
- 1976: C’est Noël (+ C’est ma faute), Vogue
- 1977: On comprend toujours quand c’est trop tard, Vogue
- 1977: De Venise à Capri, Vogue
- 1977: De Venise à Capri, Ariola-Allemagne
- 1977: Belle, tu es belle (+ Valentino), Vogue
- 1977: Belle, tu es belle (+ Valentino), Ariola-Allemagne
- 1978: Sois romantique, Vogue
- 1978: Au dancing de mon cœur, Vogue
- 1978: Giorgia, Vogue
- 1979: Un amour d’aujourd’hui, Vogue
- 1979: Via Italia (+ Seul), Vogue
- 1980: Via Italia (+ N’oublie jamais nous deux), Vogue
- 1980: Qui t’a dit qu’en ce temps là, Vogue
- 1980: Je rêve sur mon piano, Vogue
- 1980: Je rêve sur mon piano, Vogue-Belgique
- 1981: Je veux chanter la nostalgie, Vogue
- 1981: Douce Douce, Vogue
- 1982: J'aimerai te faire du bien ( + Le p'tit yellow submarine), promo Vogue-Modulation-Canada
- 1982: Un homme dans ta vie (+ Lisa donna Lisa), promo Vogue-Modulation-Canada
- 1982: On s’aimera toute la vie (duo avec Gloria), Vogue
- 1982: Adios amor (+ Nous étions des amis), Vogue
- 1982: Adios amor (+ I love you, je t’aime, en espagnol) Vogue
- 1982: Je n’ai jamais aimé comme je t’aime, Ekipo-Espagne
- 1982: Tu veux rester libre, Vogue-Japon
- 1983: Aimer, Vogue
- 1984: On s’embrasse, on oublie tout, Tréma
- 1984: Mon cœur te dit je t’aime, Trema
- 1985: Une femme pour toute la vie, Trema
- 1985: Je t’aime à l’italienne, Trema
- 1986: Quand papa chantait, Trema
- 1986: L’aimer encore, Trema
- 1987: Nina Ninouschka, Trema
- 1987: Une nuit ne suffit pas, Trema
- 1988: Çà commence comme une histoire d'amour (+ Un garçon pleure), Trema-Trans-Canada
- 1988: L’amour s’en va l’amour revient, Trema
- 1989: Une simple histoire d’amour, Trema
- 1989: Qui de nous deux, Trema
- 1990: C’est toi qui pars, Trema
- 1990: Est-ce que tu es seule ce soir, Trema
- 1991: Je me battrai pour elle, Trema
- 1992: Je ne te suffis pas, Trema
- 1992: Bleu méditerranée, Trema
- 1992: Encore une nuit sans toi, Trema
- 1993: L’amour c’est la musique, MBM-BMG
- 1993: Tzigane, MBM-BMG-ARIOLA Belgique

### CD-миньоны/синглы
- 1990: Est ce que tu es seule ce soir, TREMA-Pathé Marconi
- 1991: Je me battrai pour elle, TREMA-Pathé Marconi
- 1992: Je ne te suffis pas, TREMA-Sony music
- 1992: Bleu méditerranée,TREMA-Sony music
- 1992: Encore une nuit sans toi, TREMA-Sony music
- 1993: L'amour c'est la musique, MBM-BMG
- 1993: Tzigane, MBM-BMG
- 1993: Si tu t’en vas, MBM-BMG
- 1994: Fou d’elle (Live Olympia 94), MBM-BMG
- 1995: Les Italo-Américains, MBM-BMG
- 1995: En plein soleil, MBM-BMG
- 1995: Y a-t-il quelqu’un ?, MBM-BMG
- 1995: O Sole mio, MBM-BMG
- 1996: Funiculi Funicula (promo), MBM-BMG
- 1996: Luna Rossa (promo live Olympia 96), MBM-BMG
- 1997: L’amour fou, MBM-BMG
- 1997: Je ne t’oublie pas, MBM-BMG
- 1997: Chiquita, MBM-BMG
- 1997: Le jardin de mr Paul, MBM-BMG
- 1998: Je veux tout, MBM-BMG
- 1999: Volare, MBM-BMG
- 2001: Mourir d'amour (promo live Olympia 2000), MBM-BMG
- 2001: Un slow pour s'aimer, MBM-BMG-Une Musique
- 2002: Ensemble on gagnera, MBM-BMG-Une Musique
- 2002: Tant qu'il y aura des femmes, MBM-BMG
- 2002: Petite maman (édition bonus), MBM-BMG-Une Musique
- 2003: Méditerranée/Quand Tino chantait, MBM-BMG
- 2003: Paix sur la terre (versions studio/live), MBM-BMG
- 2005: Et si on parlait d'amour (promo), BMG Media
- 2005: Tu sais bien, MBM-Sony-BMG
- 2007: Une rose dans le désert, MBM-BMG-Sony-Columbia-Vogue
- 2007: L'amour c'est comme le tango, MBM-BMG-Sony-Columbia-Vogue
- 2008: Somethin' stupid (promo live tour 2008), MBM-Sony-BMG
- 2009: Somethin' stupid + clip (live tour 2008), MBM-Sony Music
- 2010: C'est plus fort que moi /Chanteur d'amour /Ils font un rêve, MBM-Sony Music
- 2011: La Tarentelle d'amour (promo tour 2011), MBM-Sony Music
- 2012: Je n'ai pas fini de t'aimer, MBM-Sony Music
- 2013: Amor latino /Qu'as tu fait de moi/Ok pour t'emmener, MBM-Sony Music

### Пластинки
- 1971: I love you, je t’aime, Vogue
- 1971: I love you, je t’aime, London-Canada
- 1972: Je voudrais dormir près de toi, Vogue
- 1972: Je voudrais dormir près de toi, Vogue-Belgique
- 1972: Je voudrais dormir près de toi, Vogue-Espagne
- 1972: Je voudrais dormir près de toi, Vogue-Argentine
- 1973: Laisse-moi vivre ma vie, Vogue
- 1973: Viens te perdre dans mes bras, Vogue
- 1973: Ma vie en musique (version instrumentale, vol 1), Vogue
- 1973: 12 premiers succès de Frédéric François, Vogue-Japon
- 1974: Tant que je vivrai, Vogue
- 1974: Tant que je vivrai, Vogue-Japon
- 1974: Viens te perdre dans mes bras, Vogue-Japon
- 1975: Chicago, Vogue
- 1976: San Francisco, Vogue
- 1976: Ma vie en musique, Vogue-Argentine
- 1977: Belle tu es belle, Vogue
- 1977: Laisse-moi vivre ma vie, Vogue-Japon
- 1978: Giorgia, Vogue
- 1979: Giorgia, Vogue-Argentine
- 1980: Qui t’a dit qu’en ce temps là, Vogue
- 1981: Je veux chanter la nostalgie, Vogue
- 1981: Un chant d’amour un chant d’été, Vogue-Japon
- 1982: Adios amor, Vogue
- 1983: Aimer, Vogue
- 1984: Mon cœur te dit je t’aime, Trema
- 1985: Je t’aime à l’italienne, Trema
- 1986: L’aimer encore, Trema
- 1988: Une nuit ne suffit pas, Trema
- 1988: Live de l’Olympia, Trema
- 1989: L’amour s’en va, l’amour revient, Trema
- 1990: Qui de nous deux, Trema
- 1990: Olympia 90, Trema
- 1991: Est-ce que tu es seule ce soir, Trema
- 1992: Je ne te suffis pas, Trema

### CD-альбомы
- 1984: Mon cœur te dit je t’aime, Trema
- 1985: Je t’aime à l’italienne, Trema
- 1986: L’aimer encore, Trema
- 1988: Une nuit ne suffit pas, Trema
- 1988: Live de l’Olympia, Trema
- 1989: L’amour s’en va, l’amour revient, Trema
- 1990: Qui de nous deux, Trema
- 1990: Olympia 90, Trema
- 1991: Est-ce que tu es seule ce soir, Trema
- 1992: Je ne te suffis pas, Trema
- 1990: Olympia 90, Trema
- 1991: Est-ce que tu es seule ce soir, Trema
- 1992: Je ne te suffis pas, Trema
- 1993: Tzigane, MBM-BMG
- 1994: Les chansons de mon cœur,MBM-BMG
- 1994: Olympia 94, MBM-BMG
- 1995: Les Italo-Américains, MBM-BMG
- 1995: Les plus grandes chansons napolitaines, MBM-BMG
- 1996: Album d’or, MBM-BMG
- 1996: Olympia 96, MBM-BMG
- 1997: Les chansons de mon cœur vol 2, MBM-BMG
- 1997: Je ne t’oublie pas, MBM-BMG
- 1998: Olympia 98, MBM-BMG
- 1998: Best of de mes Olympia, MBM-BMG
- 1998: Pour toi Maman édition spéciale 4 CD MBM-BMG
- 1999: Les plus grandes mélodies italiennes, MBM-BMG
- 1999: Frédéric François « Le collector», MBM-BMG
- 2000: Olympia 2000, MBM-BMG
- 2001: Un slow pour s’aimer, MBM-BMG
- 2001: 60 chansons 3 CD, MBM-BMG
- 2001: L’essentiel, MBM-BMG
- 2002: Frédéric François chante Noël, MBM-BMG
- 2003: Olympia 2002 spectacle intégral, MBM-BMG
- 2003: Les romances de toujours, MBM-BMG
- 2004: 30 chansonsde légende, MBM-BMG
- 2004: Un été d’amour, MBM-BMG
- 2005: Bailamos, MBM/Sony-BMG
- 2005: Et si l’on parlait d’amour, MBM/Sony-BMG
- 2005: Olympia 2005, MBM/Sony-BMG
- 2006: Les chansons mythiques des années 70, MBM/Sony-BMG
- 2006: Les indispensables, MBM/Sony-BMG
- 2006: Mes préférences, MBM/Sony-BMG
- 2007: Pour toi maman 2007, MBM/Sony-BMG
- 2007: Une vie d’amour, MBM/Sony-BMG
- 2007: Merci la vie, MBM/Sony-BMG
- 2008: 20 ans d’Olympia, MBM/Sony-BMG
- 2008: Tour 2008 de l’Olympia à Forest National, MBM/Sony-BMG
- 2010: Chanteur d'amour, MBM/Sony-BMG
- 2011: 40 succès en or, MBM/Sony-BMG
- 2011: Tour 2011-Le spectacle anniversaire, MBM/Sony-BMG
- 2012: Je n'ai pas fini de t'aimer / Parler d'amour, MBM/Sony-BMG
- 2012: Pour toi maman 2012, MBM/Sony-BMG
- 2012: Album d'Or 2012, MBM/Sony-BMG
- 2012: L'intégrale 1992 à 2012, MBM/Sony-BMG
- 2013: Amor Latino, MBM/Sony-BMG
- 2014:  Best of — 3CD, MBM/Sony-BMG
- 2014: 30 ans d'Olympia - Live 2014, MBM/Sony-BMG
- 2014: La Magie de Noël, MBM/Sony-BMG
- 2015: Fidèle, MBM/Sony-BMG*
- 2015: 30 ans d'Olympia - Live 2014 - includes a DVD MBM/Sony-BMG

### Видео
- 1990: Forest National 1990 — Live 90
- 1994: Spectacle au Canada — Live 94
- 1996: 25 ans d'Amour — Olympia 1996
- 1998: Olympia 1998 — Live 98
- 2000: 2000 ans D'amour — Olympia 2000
- 2000: La vidéo du Siècle
- 2001: Karaoké
- 2003: Olympia 2002 — Live 2002
- 2006: Olympia 2005 — Live 2005
- 2006: Olympia 2002, Olympia 2005 et Karaoké
- 2008: Ma vidéo d'Or — 20 ans d'images coup de coeur
- 2009: Tours 2008 de l'Olympia à Forest National — Live 2008
- 2009: La vidéo d'Or de mes tendre années
- 2011: Tours 2011 — Spectacle Anniversaire
- 2015: 30 ans d'Olympia — Olympia 2014

## Аудиовизуальное
Впервые Фредерика Франсуа можно было услышать летом 1969 по радио, на бельгийском радиоканале RTBF. Он спел Sylvie. Через несколько недель он был впервые приглашен на радиопередачу в качестве гостя, на том же канале.
В 1970 году во Франции канал Europe N° 1 впервые транслировал песню Фредерика Франсуа, Jean, с которой он попал в хитпарад, а именно в чарты этого радиоканала. Во втором полугодии 1971 года по радио впервые транслировалась Je n’ai jamais aimé comme je t’aime, в передаче Formule J бельгийского радиоканала RTBF. Эта песня держалась 13 недель на первом месте. Когда французы в Нор-Па-де-Кале, часто и охотно слушающие бельгийское радио, не смогли найти этот сингл в магазинах грампластинок, т. к. он во Франции не продавался, они стали приезжать в Бельгию, чтобы там купить пластинку.
В 1972 году, после появления Je voudrais dormir près de toi, Фредерик Франсуа на канале Europe N°1 принял участие в своей первой радиопередаче во Франции. Передача называлась 5, 6, 7, её вел Жак Уревич (Jacques Ourévitch). В той же студии дебютировали Мишель Берже (Michel Berger) и Мишель Жоназ (Michel Jonasz).
Его первая телепередача состоялась в 1972 году на ORTF, в то время единственном французском телеканале. Речь идет о передаче в прямой трансляции с винного праздника в Ножан-сюр-Марн (Валь-де-Марн) (Nogent-sur-Marne (Val-de-Marne), которую вел Ги Люкс (Guy Lux). Фредерика Франсуа можно было видеть на праздничной повозке рядом с Майком Брантом. Повозка ездила по всему городу.
В том же году он принял участие в своей второй телепередаче, Midi-Première, ведущими которой были Даниэль Жильбер (Danièle Gilbert) и Жак Мартан (Jacques Martin). Там он впервые встретился со своим земляком сицилийско-бельгийского происхождения Сальватором Адамо, который к тому времени уже стал звездой. В этот день между ними завязалась неразрывная дружба.
В 1973 Кристиан Моран (Christian Morin) — ведущий на канале Europe N°1, впервые представил Фредерика Франсуа как „Фредо‟, а именно в передаче Le hit parade, на которую Фредерик Франсуа был приглашен, чтобы сделать сюрприз и передать подарок миллионному покупателю своего нового сингла Laisse-moi vivre ma vie.
В декабре 1974 года Фредерик Франсуа спел в прямом эфире канала RTL, правда, не в большой студии, а в церкви в Шесне (Chesnay) департамента Ивелин (Yvelines) перед 200-ми детьми и их родителями. Выручка от этого выступления пошла в пользу детей-инвалидов города Гарш (О-де-Сен)/ Garches (Hauts-de-Seine), а также детей-сирот фонда Ле Нид города Антони. В начале 1975 года в телепередаче Samedi est à vous, которую вел Бернар Голе (Bernard Golay) на первом канале ORTF, он занял первое место в опросе телезрителей на звание лучшего певца, собрав одинаковое количество пунктов с Майком Брантом.
Между 1975 и 1979 годами он был гостем на передаче Ring-Parade у Ги Люкса (Guy Lux) и Жана-Пьера Фуко (Jean-Pierre Foucault), транслировавшейся в прайм-тайм на канале Antenne 2.
Радио сыграло решающую роль для карьеры Фредерика Франсуа, потому что его успех пришёл прежде всего с появлением свободных радиоканалов, которые в то время возникали повсюду и в 1982 году бесчисленное количество раз прокручивали песню Adios Amor. Тем самым его карьера получила новый импульс после трёх долгих лет без успеха.
Между 1983 и 1998 он был частым гостем в École des Fans Жака Мартана в его передаче Dimanche Martin.
Начиная с 1984 года Паскаль Севран (Pascal Sevran) начал регулярно приглашать его в передачу La Chance aux Chansons. В 1995 году он в течение недели был почетным гостем этой передачи. Поводом для этого стал его только что вышедший второй альбом Les Italos-Américains.
В 1988 Фредерик Франсуа откликнулся на приглашение в первый выпуск новой телепередачи на бельгийском канале RTL-TVI, Télévie, который собирает пожертвования для борьбы с лейкемией. С тех пор ежегоднее участие в этой передаче является для него большой честью. В 1988 году его сын Энтони неожиданно спел в одном из выпусков передачи Sacrée Soirée Жана-Пьера Фуко в сопровождении своей сестры Глории (гитара) и брата Винсента (рояль).
17 декабря 1988 Патрик Сабатье (Patrick Sabatier) посвятил ему выпуск своей передачи Avis de Recherche 17. на TF1. Он и его семеро братьев и сестер впервые встретились все вместе на передаче. Его жена Моник пела на публике всего один-единственный раз, в выпуске передачи Sacrée Soirée, посвященной празднику Св. Валентина 14 февраля 1991 года, когда она в дуэте со своим мужем исполнила Mon cœur te dit je t’aime.
12 апреля 1991 Tous à la Une предложила ему исключительное право возглавить редколлегию на TF1. 17 июня 1994 года Фредерик Миттеран (Frédéric Mitterand) посвятил ему свою передачу C’est notre vie, в которой Фредерик Франсуа повстречался с актрисой, которая заставляла его мечтать во времена его молодости, Джиной Лоллобриджидой (Gina Lollobrigida). Он спонтанно сыграл на гитаре песню Le Chaland в итальянском варианте, понимая, что это была одна из любимых песен актрисы и что она звучит во многих культовых итальянских фильмах в качестве лейтмотива.
В 1999 году RTL-TVI и Марилен Бергман (Marylène Bergmann) посвящают ему особую передачу, которая была записана в брюссельском Cirque Royal в присутствии публики. 25 апреля 2009 года он взял шефство над новой передачей на бельгийском канале RTL-TVI, Au cœur de Télévie, которая в серии репортажей должна была заострить понимание проблемы рака как народного заболевания. В тот день, как и каждый год затем, он выступил в студии этого канала, чтобы от имени Télévie собрать пожертвования в пользу исследования рака. В этот вечер, после вынужденного шестимесячного перерыва в работе, он опять спел.
После концерта 17 октября 2008 года в Micropolis в Безансоне он долго не появлялся на публике. Своим появлением он хотел показать общественности, что его состояние улучшилось. Так, 14 мая 2009 года Фредерик Франсуа неожиданно появился перед зрителями передачи C’est au programme Софи Дёван (Sophie Davant) на France 2. На радио он прервал свою паузу только один-единственный раз по желанию Дейва (Dave), который на протяжении всего лета представлял на Europe 1 заново сформированный чарт Топ 50. Выпуск передачи транслировался 17 августа 2009 года.
В 2010 Фредерик Франсуа вместе с Сальваторе Адамо и тенором Роберто Аланья принял участие в передаче Chabada Даниелы Люмброзо (Daniela Lumbroso). Ни один из певцов не придерживался запланированной программы (речь шла вообще-то о передаче в честь Польнареффа (Polnareff), Брассанса (Brassens) и Луиса Мариано (Luis Mariano). Вместо этого получилась «сицилийская» встреча музыкантов, во время которой три гостя в студии оживили свои детские воспоминания.
В 2011 году Мишель Дрюкер пригласил Фредерика Франсуа на специальный выпуск своей передачи Vivement Dimanche, посвящённый Италии, вместе с Орнеллой Мути (Ornella Muti), Артуро Брачетти (Arturo Brachetti), Les Prêtres и другими. В том же году под руководством Стефен Повель (Stéphane Pauwels) на бельгийском телеканале RTL-TVI стартовала новая передача Les orages de la vie, которая должна была показать, что и самые большие звезды переживали тяжёлые времена. Фредурик Франсуа был первой «темой» этой передачи. В связи с этим его отвездли в Тилёр, где он провел детство, в дом его родителей, в дверь которого постучал его первый продюсер Констан Дефорни (Constant Defourny).
В 2010-е годы Фредерик Франсуа являлся постоянным гостем многих передач, таких как Les Années Bonheur Патрика Севастьена, Les Grands du Rire Умбера Ибаха (Humbert Ibach), с такими ведущими как Ив Лекок (Yves Lecoq), или же Face à Face канала RTL-TVI.
В начале 2014 года Фредерик Франсуа был гостем в передаче C'est au programme Софи Дёвон, в которой писатель Марк Леви представил трогательную импровизацию, будто бы он написал необычную историю жизни маленького Франческо Барракато. Фредерик Франсуа был так тронут, что он включил это видео в свои гастроли, в эпизоде „Hommage à mon père‟ (Оммаж моему отцу).

## Награды
- 1999: Chevalier des Arts et des Lettres de l’Ordre de Léopold II (Кавалер ордена искусств и литературы Леопольда II.)из рук бельгийского министра культуры Пьера Азетта.
- 2008: почетный гражданин города Ванз (Бельгия).
- 2009: Commendatore dell’Ordine al Merito della Republica Italiana (Командор почётного ордена Итальянской Республики) из рук итальянского консула в Льеже с одобрения председателя света министров Италии Сильвио Берлускони. Эта награда была вручена Фредерику Франсуа в присутствии 10.000 человек в Бленьи (Blégny), в единственном в Бельгии музее горного дела. Он был первым итальянским певцом из семьи переселенцев, который получил эту награду. Ссылка на Администрацию президента Итальянской Республики, которая официально подтверждает эту награду: http://www.quirinale.it/elementi/DettaglioOnorificenze.aspx?decorato=301319
- 2011: Посол провинции Льеж
- 2012: Вручение ключей от места его рождения города Леркара Фридди, провинция Палермо, Сицилия (соответствует званию почетного гражданина).
- 2013: Coeur de Cristal из рук бельгийского премьер-министра Элио Ди Рупо /Elio Di Rupo